# 텔레비전 프로듀서
텔레비전 프로듀서(television producer)는 텔레비전 프로그램의 제작 전체를 총괄하는 직업이다.

## 대중매체에서의 프로듀서
- 2015년 드라마 《프로듀사》는 텔레비전 프로듀서를 소재로 하고 있다.

## 같이 보기
- 영화 프로듀서
- 미국 작가 조합
- 각본가